# Dolenje Vrhpolje
Dolenje Vrhpolje – wieś w Słowenii, w gminie Šentjernej. W 2018 roku liczyła 148 mieszkańców.